# Planta 0 y ampliaciones EWS y EWSE
Bajo planta 0 y ampliaciones EWS y EWSE se entiende la infraestructura instalada en puerto Coloso, al sur de la ciudad de Antofagasta, destinada a la desalinización de agua de mar para abastecer los procesos de producción de cobre en la mina La Escondida (Chile) que está ubicada a 180 km en una altitud de 3200 msnm, en el interior de la Región de Antofagasta, Chile.

## Planta 0
La llamada planta 0 comenzó a operar en 2006 y produce 525 l/s.

## Planta EWS
EWS, acrónimo para Escondida Water Supply, tras una inversión de US$ 3400 millones, comenzó en 2017 a producir 2.500 l/s de agua industrial.
La planta EWS es la más grande del hemisferio sur y en 2017 fue distinguido como “Planta de desalinización industrial del año”.

## Transporte y almacenamiento
El agua de tipo industrial es impulsada por 9 bombas de alta presión para transportarla hasta a las distantes faenas mineras por medio de 2 cañerías de acero de un diámetro de 42 pulgadas (106,7 cm). Cada estación de bombeo tiene un estanque de transferencia capaz de almacenar 4000 m³. Una vez en las cercanías de la mina, un reservorio de 500.000 m² garantiza la continuidad del abastecimiento.

## Población, economía y ecología
Las instalaciones se encuentran en el espacio de las cuencas costeras entre quebrada La Negra y quebrada Pan de Azúcar, que comienza al sur de la ciudad de Antofagasta, pero su producción se lleva a las cuencas endorreicas Salar Atacama-Vertiente Pacífico, donde está ubicada la mina.[cita requerida]

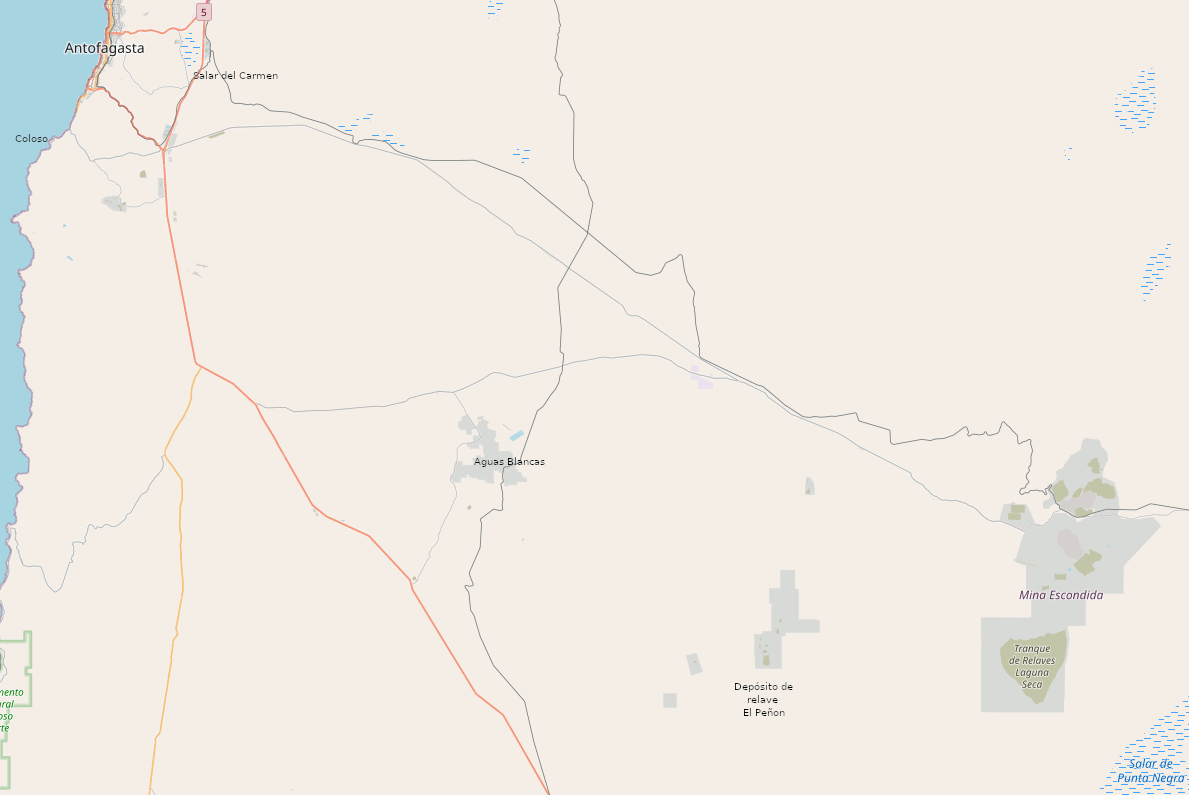
Ubicación de la mina La Escondida (etremo inferior izquierdo), el puerto Coloso (al sur de Antofagasta), Antofagasta (extremo superior derecho).